# Sárkányok (televíziós sorozat)
A Sárkányok (eredeti cím: Dreamworks Dragons) 2012 és 2018 között futott amerikai televíziós 3D-s számítógépes animációs akciósorozat, amelyet Linda Teverbaugh és Mike Teverbaugh alkotott. Az animációs tévéfilmsorozat az Így neveld a sárkányodat című animációs mozifilm alapján készült.
Amerikában 2012. augusztus 7-én volt az előpremierje, és szeptember 4-én a hivatalos bemutatója. Magyarországon 2013. március 11-én mutatták be. A második évad készítését már 2011 októberében megerősítették, melynek címe A Hibbant-sziget védelmezői (Defenders of Berk) lett, és 2013. szeptember 19-én indult Amerikában, magyarul pedig 2014. február 2-án volt a premierje. 2014 májusában derült ki, hogy 2015. június 26-án érkezett a Netflixre a harmadik évad Irány az ismeretlen (Race to the Edge). címen, amely az első és második mozifilmet köti majd össze, aminek később berendelték további évadait is.

## Szereplők
| Szereplő                                | Eredeti hang                                        | Magyar hang                                                                  |
| --------------------------------------- | --------------------------------------------------- | ---------------------------------------------------------------------------- |
| III. Harákoló Hablaty Harald            | Jay Baruchel                                        | Hamvas Dániel                                                                |
| Astrid Hofferson                        | America Ferrera                                     | Csuha Bori                                                                   |
| Halvér Ingerman                         | Christopher Mintz-Plasse                            | Morvay Gábor                                                                 |
| Takonypóc Jorgenson                     | Zack Pearlman                                       | Berkes Bence                                                                 |
| Fafej Thorston                          | T. J. Miller                                        | Baráth István                                                                |
| Kőfej Thorston                          | Julie Marcus (1. évad) Andree Vermeulen (2-8. évad) | Berkes Boglárka                                                              |
| Pléhpofa                                | Nolan North                                         | Rosta Sándor                                                                 |
| Bélhangos                               | Chris Edgerly                                       | Besenczi Árpád Gardi Tamás (8x04. rész)                                      |
| Morgópóc Jorgenson / Modorgóc Jorgenson | David Tennant                                       | Holl Nándor                                                                  |
| Ryker Folytonzord                       | JB Blanc                                            | Faragó András                                                                |
| Viggo Folytonzord                       | Alfred Molina                                       | Törköly Levente                                                              |
| Kalmár Johann                           | Michael Goldstrom                                   | Holl Nándor (1-2. évad) Takátsy Péter (3-8. évad)                            |
| Krogan                                  | Hakeem Kae-Kazim                                    | Barabás Kiss Zoltán Pál Tamás (8x03-07. rész)                                |
| Drago Vérdung                           | Hakeem Kae-Kazim (7. évad) Djimon Hounsou (8. évad) | Végh Ferenc                                                                  |
| Alvin                                   | Mark Hamill                                         | Kassai Károly (1-2. évad) Bácskai János (7-8. évad)                          |
| Dagur                                   | David Faustino                                      | Zámbori Soma                                                                 |
| Hanga                                   | Mae Whitman                                         | Györgyi Anna (1-2. évad) Nádasi Veronika (3-8. évad) Csuha Bori (4x07. rész) |
| Mala                                    | Adelaide Kane                                       | Ősi Ildikó Illésy Éva (8x03-06. rész)                                        |
| Throk                                   | James Arnold Taylor                                 | Dolmány Attila                                                               |
| Atali                                   | Rose McIver                                         | Kardos Eszter                                                                |
| Minden                                  | Holly Kagis                                         | Györfi Laura                                                                 |
| Gustav Larson                           | Lucas Grabeel                                       | Molnár Levente                                                               |
| Zápfej Thorston                         | T. J. Miller                                        | Markovics Tamás (6. évad) Dányi Krisztián (8. évad)                          |
| Penész (Mildew)                         | Stephen Root                                        | Epres Attila                                                                 |
| Barbár (Savage)                         | Paul Rugg                                           | Karácsonyi Zoltán                                                            |
| Kübli (Bucket)                          | Thomas F. Wilson                                    | Seder Gábor                                                                  |
| Pozdorja (Mulch)                        | Tim Conway (1-2. évad) Tom Kenny (3-7. évad)        | Szokol Péter                                                                 |
| Néma Sven                               | Tom Kenny                                           | Vári Attila                                                                  |
| Gothi                                   | Angela Bartys                                       | Réti Szilvia                                                                 |

## Magyar változat
A szinkront, a Turner Broadcasting System megbízásából a Mafilm Audio Kft. (1–2. évad) és az SDI Media Hungary (3–8. évad) készítette.
- Magyar szöveg: Speier Dávid, Blahut Viktor, Vass Augusztina
- Hangmérnök: Fék György, Császár Bíró Szabolcs
- Vágó: Kajdácsi Brigitta, Simkóné Varga Erzsébet, Wünsch Attila
- Gyártásvezető: Kablay Luca, Németh Piroska
- Szinkronrendező: Mester Ágnes, Faragó József:

## Cselekmény
1–2. évad: Hablaty és a csapata kap a főnöktől egy sárkányiskolát, ahol betaníthatják kedvenceiket. Ám nem felhőtlen az élet Hibbant-szigeten, mert a sárkányok sok galibát tudnak okozni. Bélhangos elveszti a munkáját, Penész (egy morgós vénember), zúgolódik Pléhpofa, Hablaty és a sárkányok ellen. Mindeközben a Számkivetettek támadják Alvin az Alattomos vezetésével Hablatyot és sárkányát, illetve Hibbantot. Alvin Penész ötletére suttogó halál tojásokat tesz Hibbant alá. Ezek közül az egyik egy nagy piros tojás, amiből egy sikító halál kel ki, ami szintén Hablatyék terhére válik.
Egy másik törzsben (az ádázokéban) új törzsfő lesz a régi kedves, barátságos Oszvald a Jámbor helyett, mert fia, Dagur a Tébolyult veszi át a helyét. Ennek nagyon nem örülnek Hablatyék, mert Dagur igen okos, ravasz és őrült, és utálja a sárkányokat; nagy sárkányölő.  Így már előle is el kell rejteni a sárkányokat. Végül mégis rájön az igazságra, mert Fogatlan fejéből sisakot akar csinálni, és Hablaty nem hagyja neki. Erre megtámadja az "édes tesókáját" (igazából Hablaty és Dagur nem testvérek), és onnantól kezdve hibbantiak és az ádázok ellenségek. Dagur be akar szelídíteni egy Ölvészt, és ezért Alvinnal szövetségre lép. De a nagy armadájával ellopja a sárkányt a számkivetettektől és majdnem megöli vele Alvint. Hablaty pedig elviszi Dagurtól az Ölvészt, és bezárja a gleccserbe. Az ádáz törzsfő ezután számkivetett szigetre költözik.   A végén persze minden jóra fordul. Alvin segítségével bezárják Dagurt, a számkivetettek és a hibbantiak szövetségesek lesznek.
Nem csak harcok vannak hanem más események is: Pléhpofa sárkánylovas lesz, Hablaty küzd apja elismeréséért, egy titokzatos lány, Hanga érkezik Hibbantra, a "lázadó" sárkánylovasok  megalakítják a szárnyasok klubját, Takonypóc Hablattyal folyton versenyzik és veszekszik, megismerkedünk a tűzférgekkel, egy röplidérccel, fürge fullánkokkal és üszkös füstlehelőkkel. Mindeközben pedig Hablatyék segítségére-hátrányára van néha a kedves, ám unalmas Kalmár Johann.

## Epizódok
| Évad | Évad | Részek száma | Részek száma | Eredeti sugárzás     | Eredeti sugárzás    | Eredeti adó     | Magyar sugárzás      | Magyar sugárzás      | Magyar adó      |
| Évad | Évad | Részek száma | Részek száma | Évadbemutató         | Évadzáró            | Eredeti adó     | Évadbemutató         | Évadzáró             | Magyar adó      |
| ---- | ---- | ------------ | ------------ | -------------------- | ------------------- | --------------- | -------------------- | -------------------- | --------------- |
|      | 1.   | 20           | 20           | 2012. augusztus 7.   | 2013. március 30.   | Cartoon Network | 2013. március 11.    | 2013. október 20.    | Cartoon Network |
|      | 2.   | 20           | 20           | 2013. szeptember 19. | 2014. március 5.    | Cartoon Network | 2014. február 2.     | 2014. július 21.     | Cartoon Network |
|      | 3.   | 13           | 13           | 2015. június 26.     | 2015. június 26.    | Netflix         | 2016. február 22.    | 2016. március 9.     | Cartoon Network |
|      | 4.   | 13           | 13           | 2016. január 8.      | 2016. január 8.     | Netflix         | 2016. szeptember 19. | 2016. szeptember 28. | Cartoon Network |
|      | 5.   | 13           | 13           | 2016. június 24.     | 2016. június 24.    | Netflix         | 2016. december 22.   | 2017. május 27.      | Cartoon Network |
|      | 6.   | 13           | 13           | 2017. február 17.    | 2017. február 17.   | Netflix         | 2017. május 28.      | 2017. július 9.      | Cartoon Network |
|      | 7.   | 13           | 13           | 2017. augusztus 25.  | 2017. augusztus 25. | Netflix         | 2019. január 12.     | 2019. január 26      | Cartoon Network |
|      | 8.   | 13           | 13           | 2018. február 16.    | 2018. február 16.   | Netflix         | 2019. január 26.     | 2019. február 9.     | Cartoon Network |

## Fordítás
- Ez a szócikk részben vagy egészben  a   Dragons: Riders of Berk című angol Wikipédia-szócikk fordításán alapul.  Az eredeti cikk szerkesztőit annak laptörténete sorolja fel. Ez a jelzés csupán a megfogalmazás eredetét és a szerzői jogokat jelzi, nem szolgál a cikkben szereplő információk forrásmegjelöléseként.